# Callistethus malaisei
Callistethus malaisei är en skalbaggsart som beskrevs av Ohaus 1938. Callistethus malaisei ingår i släktet Callistethus och familjen Rutelidae. Inga underarter finns listade.